# Anarchias similis
Anarchias similis är en fiskart som först beskrevs av Lea, 1913.  Anarchias similis ingår i släktet Anarchias och familjen Muraenidae. Inga underarter finns listade i Catalogue of Life.